# Hallatonský poklad

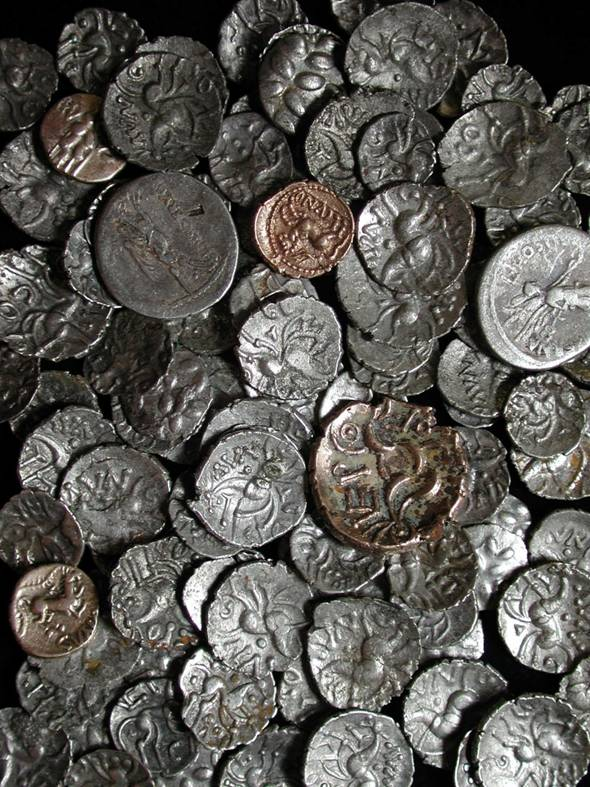
Mince z doby železné z depotu nalezeného v Hallatonu

Hallatonský poklad je největší depot mincí datovaných do britské doby železné. Byl objeven v roce 2000 nedaleko Hallatonu v hrabství Leicestershire v Anglii. Poklad objevili dobrovolníci ze skupiny Hallaton Fieldwork Group. Počáteční nález učinil Ken Wallace dne 19. listopadu 2000, když objevil okolo 130 mincí pomocí detektoru kovů.

## Nález a popis depotu
Poklad obsahuje více než pět tisíc stříbrných a zlatých mincí a pozlacenou stříbrnou římskou jezdeckou vojenskou přilbu, šperky a další předměty. Většina z nalezených předmětů je datována do doby dobytí Británie Římany v 1. století n. l. Většinu minci lze přiřadit místnímu keltskému kmeni Corieltauů. Tento nález tak více než zdvojnásobil celkový počet dříve nalezených mincí tohoto kmene. Stříbrná římská mince z depotu byla datována místním muzeem do roku 211 př. n. l. a je nejstarší římskou mincí dosud nalezenou v Británii. Spolu s pokladem bylo objeveno i velké množství koster prasat. Ta mohla být obětována bohům.
Někteří z archeologů se však domnívali, že se tato římská mince mohla do Británie dostat ještě před jejím dobytím Římskou říší v roce 43 n. l. a je tak důkazem směny prostřednictvím obchodu nebo diplomacie. Místo, kde byl poklad nalezen, je důležitou mezinárodní rituální lokalitou a z většiny pochází z období o jednu generaci předcházející dobytí oblasti Římany. Tato lokalita byla podle archeologů svatyní pod širým nebem. Toto místo bylo první svého druhu objevené v Británii. Nacházelo se na kopci v údolí řeky Welland a bylo pravděpodobně obklopeno příkopem a palisádou.
Podle profesora archeologie Davida Mattinglyho z Univerzity v Leicesteru změnil tento nález pohled na důležitost East Midlands v tomto období, čehož jsou tyto mince dobrým příkladem. Tento nález naznačuje, že došlo ke kontaktu mezi touto oblastí a Římskou říší navzdory vzdálenosti mezi East Midlands a částmi Británie jako Colchester nebo Chichester, kam dorazili Římané.

## Harborough Museum
Části pokladu jsou vystaveny v Harborough Museum. Římská hallatonská přilba prošla konzervačním procesem, který trval devět let a v roce 2012 byla vystavena ve stejném muzeu jako další části depotu. V lednu 2011 bylo oznámeno, že v muzeu bude vystavena i kostra psa, která byla nalezena s pokladem. Existuje hypotéza, že pes byl obětován pro ochranu pokladu.
V roce 2012 byl ve stejné oblasti, kde byl dříve objeven poklad, nalezen stříbrný prsten s nápisem „TOT“. Předpokládá se, že nápis odkazuje na keltského boha Toutatise, který byl obdobou římského boha Marta, který podle odborníka na tento typ prstenů, Adama Daubneye, mohl být v Hallatonu uctíván. Prsten získalo do své expozice Harborough Museum.